# Хрущак малый мучной
Малый мучной хрущак (лат. Tribolium confusum) — жук семейства чернотелок. Амбарный вредитель, поражающий запасы зерна, муки и мучных изделий, а также сухофруктов. Является одним из самых распространённых и наиболее разрушительных видов насекомых-вредителей для хранящихся сухих пищевых продуктов.

## Описание
Жук длиной 3,1–3,6 мм, красновато-коричневого цвета. По форме тела очень похож на большого мучного хрущака. Усики короткие, до задних углов переднеспинки не доходят. Переднеспинка со слабо равномерно закруглёнными боковыми сторонами, почти квадратная. Крылья хорошо развиты, но жуки не летают. Закругленный конец брюшка у самца с волосками, у самки голый.
Личинка уплощенная, длиной 6–7 мм, светло-жёлтая до жёлто-коричневой. Голова плоская, всё тело покрыто короткими волосками, каудальный сегмент к вершине сужен и заканчивается двумя шипами. Куколка светло-жёлтая, длиной около 3,5 мм, голая, блестящая, с двумя бугорками на конце брюшка.
Малый мучной хрущак очень похож по внешнему виду и по повадкам на малого булавоусого хрущака (лат. Tribolium castaneum) и на малого чёрного хрущака (лат. Tribolium destructor). И малый мучной хрущак, и малый булавоусый хрущак маленького размера, около 3–6 мм в длину, и красновато-коричневого цвета. Основным отличительным признаком является форма их усиков: усики малого мучного хрущака постепенно увеличиваются в размерах и имеют четыре членика "булавы", в то время как усики малого булавоусого хрущака имеют только три. Кроме того известно, что малые булавоусые хрущаки могут летать на короткие расстояния, а малые мучные хрущаки — нет. Малый чёрный хрущак отличается более тёмной окраской и гораздо менее вредоносный, т. к. хуже переносит понижение температуры.
Широко распространён в России и на Украине (зернохранилища, склады, пекарни, макаронные фабрики и т. п.). В неотапливаемых помещениях зимуют жуки, в отапливаемых — жуки и личинки. Самки откладывают яйца на продукты, мешки, в щели стен складов. Яйца покрыты слизью и легко приклеиваются. Одна самка может отложить до 1000 яиц. Эмбриональное развитие в зависимости от температуры длится от 4 до 22 дней. Полное развитие личинок в зависимости от условий (температуры, влажности и наличия пищи) происходит за 20–120 дней. Окукливаются они на поверхности насыпи продукта. Стадия куколки в зависимости от температуры продолжается 5–28 дней. Оптимальная температура для развития малого мучного хрущака находится в пределах 23–25 °C. При температуре ниже 10 °C его развитие приостанавливается.
При благоприятных условиях даёт в год до четырёх поколений. При относительной влажности воздуха 70–75 % и температуре до 27 °C продолжительность развития одного поколения не превышает 37–40 дней, при 22 °C — 93 дня. Все стадии развития малого мучного хрущака очень чувствительны к холоду, и особи быстро погибают при температуре ниже -7 °C. При температуре 0 °С живут 2–3 дня.
Жуки и личинки повреждают муку, предпочтительно грубого помола, отруби, манную крупу, реже гречневую крупу, рис, сухофрукты. При сильных повреждениях мука становится комковатой, дурнопахнущей и непригодной в пищу. Неприятный запах создают как сами жуки, так и их экскременты и особенно трупы погибших насекомых. Также присутствие жуков может спровоцировать развитие плесени в продуктах, что в некоторых случаях особенно опасно (см. афлатоксины). Особенно большой вред причиняет на мельницах, где развивается круглый год, гнездится внутри различных механизмов, очистка которых затруднительна.
Вредитель легко переносит вибрацию, поэтому живёт внутри вальцевых станков, мукопроводах, шнеках и другом оборудовании.
Малый мучной хрущак способен прогрызать пластиковые пакеты. Веймин Ву, биолог из Стэнфордского университета, обнаружил, что хрущак ест полистирол, который очень сложно переработать. Ву выяснил, что 90 % продуктов переваривания полистирола покидает организм хрущака через сутки после его поедания. Остальной полистирол усваивается хрущаком, причём никаких признаков отравления им у хрущака выявлено не было. Через двое суток после поедания пластика в организмах хрущака остается всего 0,27 % токсина гексабромциклодекана, который добавляется в пластик для термостойкости. Данная способность этого жука, с одной стороны, понуждает использовать более прочную упаковку для хранения муки, зерна и мучных изделий, а с другой стороны, в перспективе может послужить одним из способов утилизации использованной пластиковой упаковки, которую сложно утилизировать.

## Меры борьбы
Предварительно проводится механическая очистка оборудования и герметизация здания. Для борьбы с малым мучным хрущаком используется фумигация. В качестве фумиганта используются препараты, содержащие газ фосфин.